# 대부초등학교
대부초등학교는 대한민국 경기도 안산시 단원구 대부북동에 있는 공립 초등학교이다.

## 학교 연혁
- 1921년 8월 21일 설립인가
- 1922년 7월 5일 대부공립보통학교 개교
- 1990년 12월 30일 급식소 신축
- 1994년 12월 26일 옹진군에서 안산시로 편입
- 1996년 3월 1일 대부초등학교로 개칭
- 1998년 1월 30일 병설유치원 설립인가
- 2002년 8월 21일 제30대 윤태근 교장 부임
- 2003년 2월 18일 제78회 졸업(졸업생 총 5240명)
- 2003년 3월 1일 6학급 편성(유치원 1학급)
- 2007년 9월 1일 제33대 정창배 교장 부임
- 2011년 9월 1일 제34대 이만규 교장 부임
- 2012년 3월 1일 도지정 주제체험학습장 운영
- 2013년 9월 1일 제35대 정옥분 교장 부임
- 2017년 2월 14일 제92회 16명 졸업(5,637명)